# Gustavo Salgueiro de Almeida Correia
Gustavo Salgueiro de Almeida Correia (* 7. Juli 1984 in Maceió) ist ein ehemaliger brasilianischer Fußballspieler.

## Karriere
Gustavo begann seine Karriere 2003 beim Zweitligisten Sport Recife. Von 2005 bis 2007 spielte er bei América FC (SP) und AS Arapiraquense. Sommer 2007 wechselte er zum japanischen Zweitligisten Montedio Yamagata. 2008 wechselte er zum polnischen Widzew Łódź. 2009 spielte er beim ukrainischen Wolyn Luzk. Von 2010 bis 2015 spielte er bei Murici FC, Grêmio Barueri, AS Arapiraquense und CE Lajeadense. 2016 wechselte er zum kanadischen FC Edmonton. Ende 2016 beendete er seine Karriere als Fußballspieler.